# Muha Lajos
Muha Lajos (Budapest, 1956 –) informatikus, főiskolai tanár. Az informatikai biztonság egyik hazai úttörője.

## Életpályája
1978-ban a Kossuth Lajos Katonai Főiskolán tábori tüzértiszti és tanári oklevelet szerzett. Ezt követően a zalaegerszegi lövészezrednél szolgált tüzértisztként, majd 1981-től a varsói Katonai Műszaki Akadémia Kibernetika Karán tanult tovább, ahol informatikai rendszerek szakon szerzett okleveles kibernetikus mérnöki diplomát 1986-ban.
Ezt követően a tatai hadtestparancsnokság informatikai vezetője. 1989-1991 között a Mikroelektronikai Vállalat varsói kereskedelmi kirendeltségét vezeti. 1991-ben leszerelt a Magyar Honvédségtől.
1993-1995 között a Jász-Nagykun, Szolnok, Pest és Nógrád megyei Köztársasági Megbízott Hivatalában címzetes főtanácsos, a régió adatvédelmi felelőse. 1995-ben részt vesz az első magyar kockázatelemzésen alapuló informatikai biztonsági vizsgálatokban, ahol a Honvédelmi, a Belügy- és a Népjóléti Minisztérium vizsgálatát személyesen vezeti.
1995-től 2001-ig a FIXX Informatikai és Biztonsági Tanácsadó Rt. elnök-igazgatója.
2002-ben megszervezte, és 2003-ig vezette a Magyar Posta Rt. Adat- és Információvédelmi Osztályát.
2003-2004-ben a Persecutor Vagyonvédelmi Kft. információbiztonsági igazgatója.
2000-től a Gábor Dénes Főiskolán óraadó tanárként, majd 2006-tól főiskolai docensként tanítja az informatikai biztonságot.
2004-től Certified Information Security Manager (CISM). 2008-ban védte meg a Magyar Köztársaság kritikus információs infrastruktúráinak védelme című doktori értekezését és kapott PhD fokozatot a katonai műszaki tudomány területén.
2008-tól a Zrínyi Miklós Nemzetvédelmi Egyetem (ma: Nemzeti Közszolgálati Egyetem) Informatikai tanszék egyetemi docense, 2009-től főiskolai tanár és 2009-2011 tanszékvezető. Tanított még a Dunaújvárosi Főiskola Informatikai Intézetében és a Szent István Egyetem Társadalomtudományi Intézetében.
2011-től ismét katonatiszt, alezredesi rendfokozatban.

## Munkássága
Kutatási területe az informatikai biztonság, ezen belül az informatikai biztonsági irányítási rendszer, az informatikai biztonsági kockázatelemzés és kockázatkezelés és a kritikus információs infrastruktúrák védelme.
Az informatikai biztonság területén vezetője és résztvevője közigazgatási szervezetek, nagyvállalatok és pénzintézetek informatikai biztonsági auditjainak és fejlesztéseinek.
Társszerzője volt a Miniszterelnöki Hivatal Informatikai Tárcaközi Bizottsága által 1996-ban kiadott MeH ITB 12. számú ajánlásnak.
Szerkesztője és társszerzője a Közigazgatási Informatikai Bizottság 25. számú ajánlásaként 2008-ban kiadott MIBIK című ajánlássorozat Informatikai Biztonsági Irányítási Rendszer (IBIR), Informatikai Biztonság Irányítási Követelmények (IBIK) és Informatikai Biztonság Irányításának Vizsgálata (IBIV) részeinek.
Több mint 100 publikáció szerzője vagy társszerzője, számos konferencia (Hacktivity, ISACA, ITBN, Robothadviselés, HiSec, Országos Neumann Kongresszus) előadója. Az informatikai biztonság és Az informatikai biztonság kézikönyve című könyveiből tanítják sok egyetemen és főiskolán az informatikai biztonság (adatvédelem, adatbiztonság) tantárgyakat.
Jelentős szerepe volt az állami és önkormányzati szervek információbiztonságáról kiadott 2013. évi L. törvény elkészítésében. Ezért kapta 2013-ban az Informatikai Biztonság Napján (ITBN) az év útmutató biztonsági szakembere díjat.

## Főbb publikációi
- Törvény az elektronikus információbiztonságról: helyzet, teendők” (ITBN 2013 Konferencia)
- Fejezetek az információbiztonság történetéből  (Hacktivity 2010. Konferencia)
- Muha Lajos: A kritikus információs infrastruktúrák védelme (ISACA Konferencia, 2012.)
- Infokommunikációs biztonsági stratégia (HADMÉRNÖK IV. évf. 1., 2009)
- Szabad-e oktatni biztonsági kérdéseket, avagy képezzünk hackereket? (Hacktivity 2008 hackerkonferencia)
- Az informatikai biztonság egy lehetséges rendszertana: Az információbiztonság egy lehetséges taxonómiája (BOLYAI SZEMLE XVII. évf. 4., 2008)
- Magyar Informatikai Biztonsági Keretrendszer (MIBIK) (KIB 25. sz. ajánlása, 2008)
- Informatikai Biztonsági Irányítási Rendszer (IBIR)[halott link] (szerkesztő és társszerző, KIB 25. sz. ajánlása, 2008)
- Informatikai Biztonság Irányítási Követelmények (IBIK)[halott link] (szerkesztő és társszerző, KIB 25. sz. ajánlása, 2008)
- Informatikai Biztonság Irányításának Vizsgálata (IBIV)[halott link] (szerkesztő és társszerző, KIB 25. sz. ajánlása, 2008)
- Kiberháború az orosz-észt viszony kapcsán[halott link] (Hacktivity 2007 hackerkonferencia)
- Informatikai biztonsági szabványok és irányelvek: a nemzetközi és a hazai szabályozás helyzete (IX. Országos Neumann Kongresszus, 2006.)
- Az informatikai biztonság kézikönyve: Informatikai biztonsági tanácsadó A-tól Z-ig (szerkesztő és társszerző, Verlag Dashöfer Szakkiadó, 2005)
- Az informatikai biztonság (társszerző, PRO-SEC KFT, 2005.)
- Az Internet lehallgatása (Carnivore, Echelon)[halott link] (Hacktivity2005 hackerkonferencia)
- Az elektronikus okirat biztonsága (EDI '97 konferencia, 1997.)
- Az informatikai biztonság auditálása (HiSec ’96 konferencia, 1996.)
- Informatikai Rendszerek Biztonsági Követelményei[halott link] (társszerző, Miniszterelnöki Hivatal Informatikai Tárcaközi Bizottság 12. sz. ajánlás, 1996.)
- Adatvédelmi Jogszabálygyűjtemény[halott link] (Miniszterelnöki Hivatal Informatikai Tárcaközi Bizottság 8. sz. ajánlás 5. melléklete, 1995.